# 政教分离
政教分離（英語：separation of church and state），指的是國家政府權力（凱撒即世俗王權）與宗教機構權力（基督即教會）的分割。
如《美国宪法第一修正案》中明文规定：“国会不得制订关于设立国教或禁止宗教自由之法律。”
此外国家力量不援助、助长、压迫各宗教团体。是现代政治学的一项原则，源于欧洲摆脱宗教控制的科学革命、启蒙运动、文艺复兴、宗教改革，并成为欧美政治学说主流观点。
在世界上不少国家，仍然有宗教背景浓厚的政党，不论是佛教、基督教、天主教或伊斯兰教。宗教势力仍对政府有影响力，不少政治人物与宗教团体有一定程度上的关系，宗教团体仍有力影响政府。

## 定義
政教分離是現代政治學的一項原則，其提倡源於歐洲的宗教改革運動。馬丁·路德、約翰·加爾文等人領導的宗教改革首先反省的是基督教的真理，並因而帶來對政府（即世俗王權）與教會權力各自邊界的反思，於是，也就有了所謂的政教分離主張，惟實際上，這些從天主教會中獨立出來的新教只是不受教廷控制的政教合一國家，教會配合日益專制的君主權力起了一定的統治作用，路德和加爾文領導的新教宗派在那些國家取代了天主教成為了該國的國教，例如部分聖公會、信義宗和加爾文宗等。此外，東正教也繼續是俄羅斯帝國的國教，伊斯蘭教是鄂圖曼帝國的國教。
從概念上，「政教合一」和「政教分離」中的「政」是指政府；「教」是指教會。政府是直接負責管治社會的國家機構。教會是指統管某一宗教信仰信徒的宗教組織。政府不等於「政治」，同樣宗教組織也不等於「宗教」。「政治」廣義是指所有有關社會管理的事宜；狹義是指政府在制訂管治社會的政策的事宜。教會不等於宗教，也不等於宗教領袖和持宗教信仰的人。有些宗教是沒有教會的，也有持宗教信仰人士不屬教會或不代表教會。
美國是第一個在憲法中明確規定政教分離的世俗共和制國家，在1791年起實施的《美国宪法第一修正案》中明文規定：「國會不得制定關於設立國教或禁止宗教自由之法律。」
1789年法國大革命後，法國通過的法國人權和公民權宣言亦包括政教分離，此後革命共和政府一度禁止天主教的活動，並改行共和曆，後拿破崙一世恢復天主教的國教地位，直至1905年法國才完成實行政教分離，把宗教從公共領域中移出。
現代社會的趨勢是向世俗主義方向發展，指政府不會承認亦不會設立國教，教會在政府施政時也不會享有優惠及特權。宗教與政治勢力不互相干涉，政治決定不受宗教勢力所影響。政教分離對保障宗教自由有一定程度的幫助，確保不同的宗教可以有信仰自由空間，同時不受政府干涉。但在世界上不少國家，仍然有宗教背景濃厚的政黨，不論是佛教、基督教、伊斯蘭教等。宗教組織仍對政府有影響力，不少政治人物也與宗教團體有一定程度上的關係。宗教團體仍有力影響政府，政府亦會對宗教組織提供稅務寬免（例如教會所收取的奉獻金額不用上繳政府），亦會用公帑去資助宗教辦學團體，宗教組織亦繼續提供醫療和教育等社會福利的服務，部分亦得到政府的資助。最先實行政教分離的美國，宗教組織對政治的影響力甚至高於其他歐美已發展國家，加拿大、澳洲、巴西、阿根廷、菲律賓、韓國等在立國時已實行政教分離的國家，亦較歐洲有更大的宗教影響力。